# 알프레드 마네시에

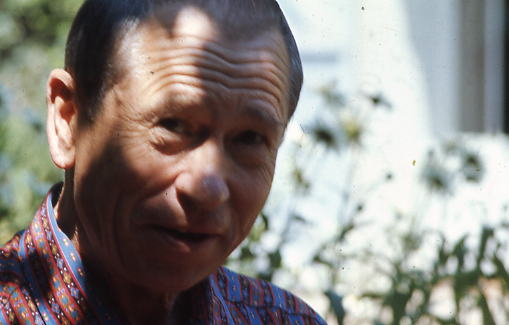
1971년의 마네시에

알프레드 마네시에(Alfred Manessier, 1911년 12월 5일 ~ 1993년 8월 1일)는 프랑스의 화가, 디자이너이다.
상투앙에서 태어났다. 파리 미술학교와 아카데미 랑송에서 공부하였으며, 피카소·루오·세잔·렘브란트의 영향을 받았다. 초기에는 추상적인 종교화, 퀴비슴, 초현실적인 경향을 띠고 있었으나 제2차 세계대전 중의 종군 생활과 전후(戰後)의 사상적 동요를 거쳐 열렬한 카톨릭 신자가 되어서 종교화에 새로운 경지를 열었다.
제2차 세계 대전 후 살롱 드 메의 중심인물이 되어 활약하게 되었다.
그의 작품은 비구상 형식에 의해 종교적인 테마를 표현하였고, 잘 조화된 선의 섬세한 구성과 광선의 흐름을 느끼게 하는 섬세한 색조에서 맑고 깨끗한 종교적인 분위기를 만들어 내고 있는 것이 특징이다. 그는 1955년 카네기 상을 수상하였고, 1962년 베네치아 비엔날레 상을 수상하였으며 '추상회화에 의한 구도자'로 일컬어지고 있다.